# Katayama Hiroko
Katayama Hiroko (jap. 片山 広子; * 10. Februar 1878 in Tokio; † 19. März 1957) war eine japanische Lyrikerin und Übersetzerin.

## Leben
Die Diplomatentochter besuchte eine Missionsschule und heiratete 1899 einundzwanzigjährig Katayama Teijirō, der später Direktor der Bank of Tokyo wurde. Nach 1910 wurde sie unter dem Namen Matsumara Mineko als Übersetzerin aktiv. Sie legte einige der frühesten japanischen Übersetzungen von Werken irischer Schriftsteller wie William Butler Yeats, John Millington Synge, George Bernard Shaw, Seumas O’Kelly, Fiona Macleod und Lord Dunsany vor.
Unter dem Namen Katayama Hiroko gehörte sie der Dichtergruppe um die von Sasaki Nobutsuna geleiteten Zeitschrift Kokoro no hana (心の花) an und veröffentlichte zwei Bände mit Tanka-Gedichten: Kawasemi (翡翠) – „Eisvogel“ 1916, und No ni Sumite: Ka-shu (野に住みて 歌集) – „Auf dem Felde lebend – Gedichtsammlung“ 1954, sowie den Essay-Band Tōkasetsu kurashino tetchōsha (燈火節 暮しの手帖社) – „Laternenfest – Notizbuch zum Leben“ 1953. 